# Municipio de Stoneham
El municipio de Stoneham (en inglés: Stoneham Township) es un municipio ubicado en el condado de Chippewa en el estado estadounidense de Minnesota. En el año 2010 tenía una población de 241 habitantes y una densidad poblacional de 2,67 personas por km².

## Geografía
El municipio de Stoneham se encuentra ubicado en las coordenadas 44°55′38″N 95°26′51″O / 44.92722, -95.44750. Según la Oficina del Censo de los Estados Unidos, el municipio tiene una superficie total de 90.12 km², de la cual 89,99 km² corresponden a tierra firme y (0,14 %) 0,12 km² es agua.

## Demografía
Según el censo de 2010, había 241 personas residiendo en el municipio de Stoneham. La densidad de población era de 2,67 hab./km². De los 241 habitantes, el municipio de Stoneham estaba compuesto por el 99,17 % blancos, el 0,83 % eran afroamericanos. Del total de la población el 0 % eran hispanos o latinos de cualquier raza.